# Jacques Richier
Pour les articles homonymes, voir Richier.
Jacques Richier, né le 12 février 1955 au Maroc, est un dirigeant d’entreprise français.
Il exerce les fonctions de Président-directeur général d’Allianz France jusqu’au 31 décembre 2020. Le 1er janvier 2021 il doit occuper le poste de Président. Fabien Wathle va le remplacer au poste de directeur général. 

## Biographie

### Carrière
Jacques Richier, ingénieur de formation, est diplômé de l’INSA de Lyon (Institut national des sciences appliquées) et d’un DEA de physique des matériaux. Après une expérience de recherche au Laboratoire Lawrence à l’Université de Berkeley en Californie (États-Unis), il effectue un MBA à HEC Paris en 1984.
À la sortie d’HEC, Jacques Richier se lance auprès d’un repreneur d’entreprises en difficulté dans le secteur de la serrurerie, avant d’abandonner l’affaire, faute d’être associé au redressement, puis poursuit sa carrière dans l’industrie pétrolière. Il rejoint ensuite le secteur des assurances en 1985, chez le mutualiste AZUR, où il exerce diverses responsabilités en audit, puis dans le domaine de l’informatique, de l’organisation et des systèmes de gestion avant de devenir directeur général en 1997, puis Président Directeur Général en 1998.

Le rapprochement d’AZUR avec GMF le pousse à partir ensuite chez Swiss Life en tant que Directeur Général en 2000, puis Président du Groupe en France en 2003.

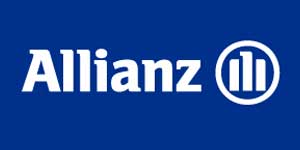

En 2008, il entre aux Assurances générales de France (AGF) comme Directeur Général, avec pour mission de finaliser l’intégration du groupe devenu propriété à 100 % du groupe allemand Allianz en 2006. Après avoir notamment réalisé avec succès le changement de marque, en pleine crise financière, il devient en 2010 Président-Directeur Général d’Allianz France.
En 2014, en plus de ses fonctions de PDG d'Allianz France, il devient président d'Allianz Worldwide Partners, désormais nommé Allianz Partners. En 2015, il en devient président du conseil de surveillance.
Il est président du conseil d'administration d'Allianz Maroc.
De 2003 à 2016, il est membre du bureau de la Fédération Française des Sociétés d’Assurances. Depuis 2014, il est président de la Fédération française des sociétés anonymes d'assurance. Depuis 2016, il est vice-président de la Fédération française de l'assurance.
Il est aussi Chevalier dans l’Ordre national du Mérite et dans l'Ordre national de la Légion d'Honneur.

### Vie privée
Jacques Richier est marié et père de quatre enfants.
Élevé à l’étranger au gré des chantiers de son père ingénieur, il est issu d’une famille originaire de Valdeblore, dans les Alpes-Maritimes, dont il est conseiller municipal depuis 1989. « Il a un œil fin sur les budgets, commente Paul Oppliger, le secrétaire de la mairie, et « il est facilement joignable et apporte beaucoup ».
Depuis 2015, il est président du Conseil de développement de la métropole Nice-Côte d'Azur.